# Pamotan (Pamotan)
Pamotan is een bestuurslaag in het regentschap Rembang van de provincie Midden-Java, Indonesië. Pamotan telt 9574 inwoners (volkstelling 2010).